# Metabletica
Metabletica is een door psychiater Jan Hendrik van den Berg geïntroduceerde term. In 1956 verscheen zijn boek Metabletica of leer der veranderingen.
Daarin betoogt hij dat de mens niet een onveranderlijk gegeven is geweest in de geschiedenis, maar dat hij juist verandert in de loop van de tijd.
Daarom is ons leven niet 'een variatie op een bekend thema' (namelijk het leven dat mensen vroeger leefden), maar 'anders, en wel wezenlijk anders'.
Jan Hendrik van den Berg vergelijkt dan ook vroeger en nu en vraagt naar de zin en de betekenis van de veranderingen die hebben plaatsgevonden.
Het wonderlijke is dat die veranderingen zichtbaar werden op allerlei gebieden tegelijkertijd: het gezin, de wiskunde, de architectuur, de spiritualiteit, de natuurkunde, de psychologie, de godsdienst, de relaties tussen mensen, de kunstgeschiedenis, enz.

## Vragen
In het (metabletische) oeuvre van Jan Hendrik van den Berg komen enkele thema's steeds terug.
- Het feit dat de mens gesepareerd is van zijn leefwereld.
- Onvrede met de gebruikelijke wetenschappelijke geschiedschrijving en het zoeken naar andere verklaringen van de wetenschapsontwikkeling.

Dit laatste punt komt op twee manieren naar voren, op twee manieren wordt
de cultuurgeschiedenis bekeken.
- De lengtedoorsnede van de cultuurgeschiedenis bestudeert één onderwerp, maar dan door de tijd gezien. De oorzaak van de verandering wordt opgespoord en uiteengezet.
- De dwarsdoorsnede van de cultuurgeschiedenis bestudeert één tijdvak, maar dan verschillende onderwerpen. Meerdere lengtedoorsneden naast elkaar geven aanleiding tot het denken in parallellen en geven zicht op synchrone gebeurtenissen.

## De metabletische methode
De metabletische methode bestaat dus hierin dat een wezenlijke verandering wordt
opgemerkt, doordat op een bepaald gebied de gevolgen daarvan goed en
duidelijk zichtbaar zijn. Daarna is het zaak het precieze moment van optreden
te traceren. Dat is nu meestal alleen nog maar aan te duiden met het
verschijnen van een (daarom belangrijk) boekwerk. Op dit punt geeft Van den Berg blijk van een enorme belezenheid. Daarna volgt, als laatste, het aangeven van de (vaak enorme) gevolgen van die verandering.
Een voorbeeld: de psychoanalyse en het onderbewuste zijn niet zomaar wetenschappelijke ontdekkingen, maar laten zien dat het onderbewuste zich ontwikkelde gedurende de 18e en 19e eeuw tot een anti-ego. Dat anti-ego is (nog steeds volgens Van den Berg) ontstaan als gevolg van de Franse Revolutie die de gelijkheid van mensen benadrukte. Door iets te beweren dat zo ingaat tegen de realiteit van ongelijkheid van mensen, worden mensen vreemdelingen van zichzelf, omdat ze iets, waarvan ze weten dat het waar is, moeten ontkennen. Deze ontwikkeling is te zien in historische feiten als de Duitse Doppelgänger-literatuur uit de 19e eeuw, het feit dat Robert Louis Stevensons boek Dr Jekyll and Mr Hyde werd gepubliceerd in dezelfde periode als Sigmund Freud en Josef Breuers eerste werk, enz.